# Sharon Springs (Nowy Jork)
Sharon Springs – wieś w Stanach Zjednoczonych, w stanie Nowy Jork, w hrabstwie Schoharie.